# 1433
| 1433               |
| ------------------ |
| Dødsfald - Fødsler |
|                    |

| Gregoriansk kalender | 1433 MCDXXXIII          |
| Ab urbe condita      | 2186                    |
| Armensk kalender     | 882 ԹՎ ՊՁԲ              |
| Kinesiske kalender   | 4129 – 4130 壬子 – 癸丑 |
| Etiopisk kalender    | 1425 – 1426             |
| Jødisk kalender      | 5193 – 5194             |
| Hindukalendere       |                         |
| - Vikram Samvat      | 1488 – 1489             |
| - Shaka Samvat       | 1355 – 1356             |
| - Kali Yuga          | 4534 – 4535             |
| Iransk kalender      | 811 – 812               |
| Islamisk kalender    | 836 – 837               |

Konge i Danmark: Erik 7. 1396-1439
Se også 1433 (tal)

## Begivenheder
- Kinesiske skibe under admiral Zheng He når Kap Det Gode Håb på Afrikas sydspids. Det er kun et pludseligt skift i kejserens holdning til opdagelsesrejser, der hindrer, at kineserne finder søvejen til Europa, før europæerne finder søvejen til Kina!